# 格拉夫頓 (堪薩斯州)
格拉夫頓（Grafton）為美國堪薩斯州學托擴縣的非建制地區。

## 歷史
位在格拉夫頓的郵政局於1871年4月5日開設，1887年10月1日停止營運，之後在1888年1月18日再次營運，直到1906年10月31日裁撤。